# جون مكجلاين
جون مكجلاين (بالإنجليزية: John McGlynn)‏ (19 ديسمبر 1961 في المملكة المتحدة - ) هو مدرب كرة قدم ولاعب كرة قدم بريطاني في مركز الوسط. لعب مع بولتون واندررز وبيرويك راينجرز وويتهيل ولفير ‏ وموسيلبيرج أثليتيك ‏.

## روابط خارجية
- جون مكجلاين على موقع قاعدة بيانات كرة القدم.إي يو (الإنجليزية)
- جون مكجلاين على موقع Soccerbase.com (مدرب) (الإنجليزية)